# Ptarmigan Traverse

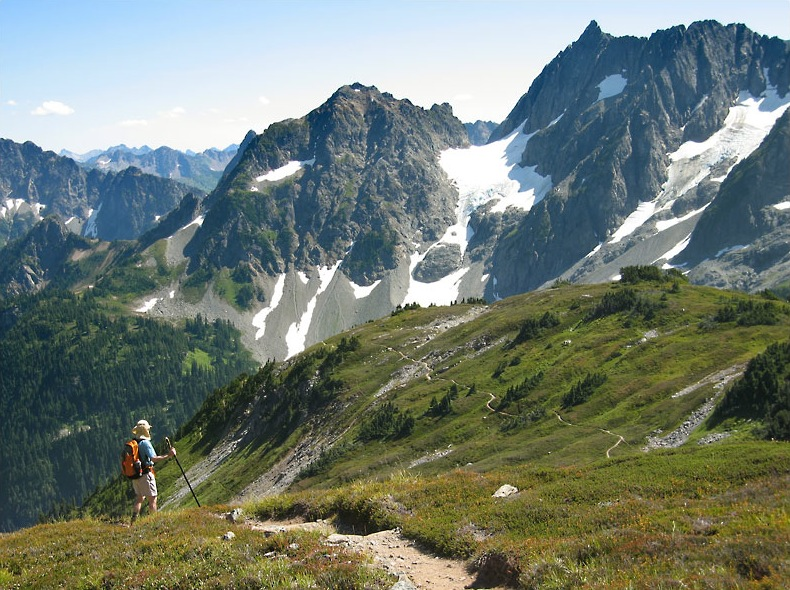
Blick vom Cascade Pass am Nordende der Querung. Jenseits des Cascade Pass ist die Route ein herausforderndes, wegloses Unternehmen im Gebirge.

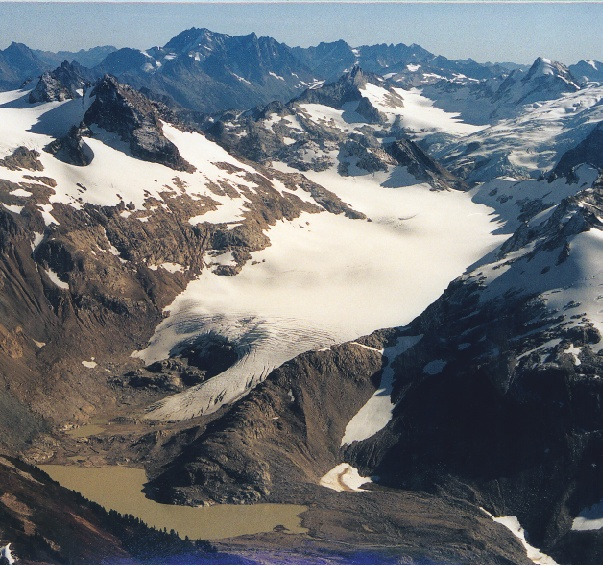
Ein Teil der südlichen Ptarmigan Traverse mit Blick nach Osten: Die Route klettert auf den LeConte-Gletscher (linker Bildrand), quert die Westseite des Sentinel Peak (dunkle Pyramide, linke Bildmitte), steigt zum South-Cascade-Gletscher (Mitte) hinunter, steigt zum Grat des Gletschers hinauf (rechte Bildmitte) und überquert die White Rock Lakes.

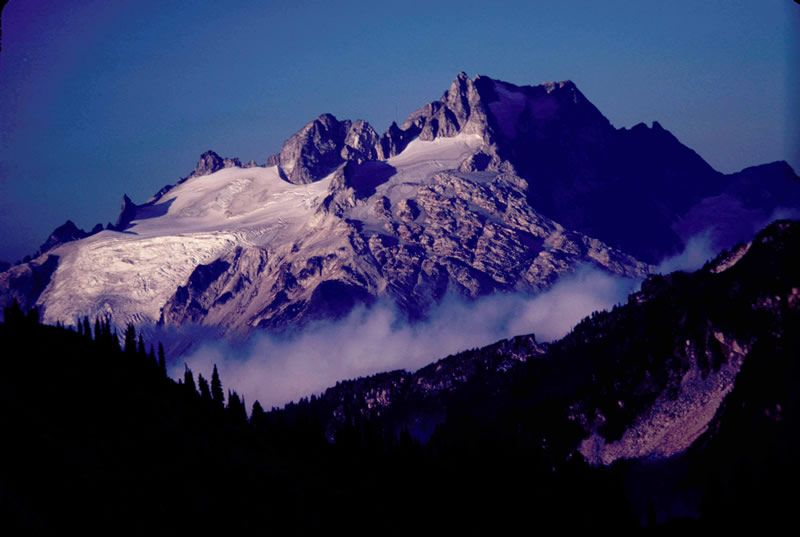
Der Dome Peak am Südende der Querung

Die Ptarmigan Traverse (übersetzt etwa „Schneehuhn-Querung“, so benannt aufgrund der dort vorkommenden Alpenschneehühner; in „ptarmigan“ ist das ‚p‘ stumm) ist ein berühmter alpiner Kletter-Weg in den North Cascades im US-Bundesstaat Washington. Die Route vom Cascade Pass zum Dome Peak ist generell entlegen, unmarkiert und herausfordernd; sie quert zerklüftetes Gelände und mehrere Gletscher.

## Geschichte
Die erste Querung nahm im Juli 1938 13 Tage in Anspruch. Die Gruppe bestand aus Mitgliedern des Ptarmigan Climbing Club: Bill Cox, Calder Bressler, Ray W. Clough und Tom Myers. Die zweite Querung ereignete sich 1953 und wurde von Dale Cole, Bob Grant, Mike Hane, Erick Karlsson und Tom Miller ausgeführt. Miller nahm qualitativ hochwertige Fotos der Gipfel, Täler und Seen auf, welche später in einem Buch der Mountaineers veröffentlicht wurden. Das Buch wurde 1964 unter dem Titel The North Cascades veröffentlicht und war bei den Bemühungen zur Ausweisung des North Cascades National Park außerordentlich hilfreich.
Die dritte erfolgreiche Querung wurde 1958 von einer Gruppe unter Führung des Fotografen Ira Spring ausgeführt; weitere Teilnehmer waren Coleman Leuthy, Ray und Marge McConnell, Peggy Stark und Russell Bockman. Die Tour wurde in einem in der Saturday Evening Post veröffentlichten Artikel beschrieben und von Springs atemberaubenden Fotos illustriert.
Heute ist die Route ein beliebtes Ziel von Bergsteigern in der Kaskadenkette.

## Route
Die Punkte sind von Nord nach Süd aufgeführt:

### Gebiet am Cascade Pass
- Buckner Mountain (9.091 ft (2.771 m)) – 48° 30′ N, 121° 0′ W48° 30′ N, 121° 0′ W[1]
- Boston Peak (8.845 ft (2.696 m)) – 48° 30′ N, 121° 2′ W[2]
- Sahale Peak (8.680 ft (2.646 m)) – 48° 29′ N, 121° 2′ W[3]
- Cascade Pass (5.351 ft (1.631 m)) – 48° 28′ N, 121° 4′ W[4] – letzter besserer Weg
- Mixup Peak (7.440 ft (2.268 m)) – 48° 27′ N, 121° 4′ W[5]
- Cache Col (6.903 ft (2.104 m)) – 48° 27′ N, 121° 3′ W[6] – Grenze zwischen dem North Cascades National Park und der Glacier Peak Wilderness
- Magic Mountain (7.618 ft (2.322 m)) – 48° 27′ N, 121° 2′ W[7]

### Gebiet der Middle Cascades
- Hurry-up Peak (7.818 ft (2.383 m)) – 48° 26′ N, 121° 2′ W[8]
- Middle-Cascade-Gletscher (5.748 ft (1.752 m)) – 48° 25′ N, 121° 3′ W[9]
- Mount Formidable (8.340 ft (2.542 m)) – 48° 25′ N, 121° 4′ W[10]
- Spider Mountain (8.291 ft (2.527 m)) – 48° 25′ N, 121° 2′ W[11]

### Gebiet der South Cascades
- LeConte Mountain (7.739 ft (2.359 m)) – 48° 23′ N, 121° 4′ W[12]
- LeConte-Gletscher (7.434 ft (2.266 m)) – 48° 22′ N, 121° 2′ W[13]
- Sentinel Peak (8.205 ft (2.501 m)) – 48° 21′ N, 121° 2′ W[14]
- South-Cascade-Gletscher (6.138 ft (1.871 m)) – 48° 22′ N, 121° 3′ W[15] – größter Gletscher der Route nach dem Chickamin-Gletscher am Dome Peak
- White Rock Lakes (6.197 ft (1.889 m)) – 48° 20′ N, 121° 3′ W[16]

### Gebiet am Dome Peak
- Dana-Gletscher (6.735 ft (2.053 m)) – 48° 19′ N, 121° 3′ W[17]
- Spire Point (8.146 ft (2.483 m)) – 48° 19′ N, 121° 4′ W[18]
- Dome Peak (8.852 ft (2.698 m)) – 48° 18′ N, 121° 2′ W[19]